# Red global de telecomunicaciones

Modelo de comparación de una red de telecomunicaciones global a una red neuronal.

El término red global de telecomunicaciones (RGT) hace referencia a cualquier infraestructura de redes de telecomunicaciones desplegada a nivel global (en el sentido de mundial).

## Definición y uso

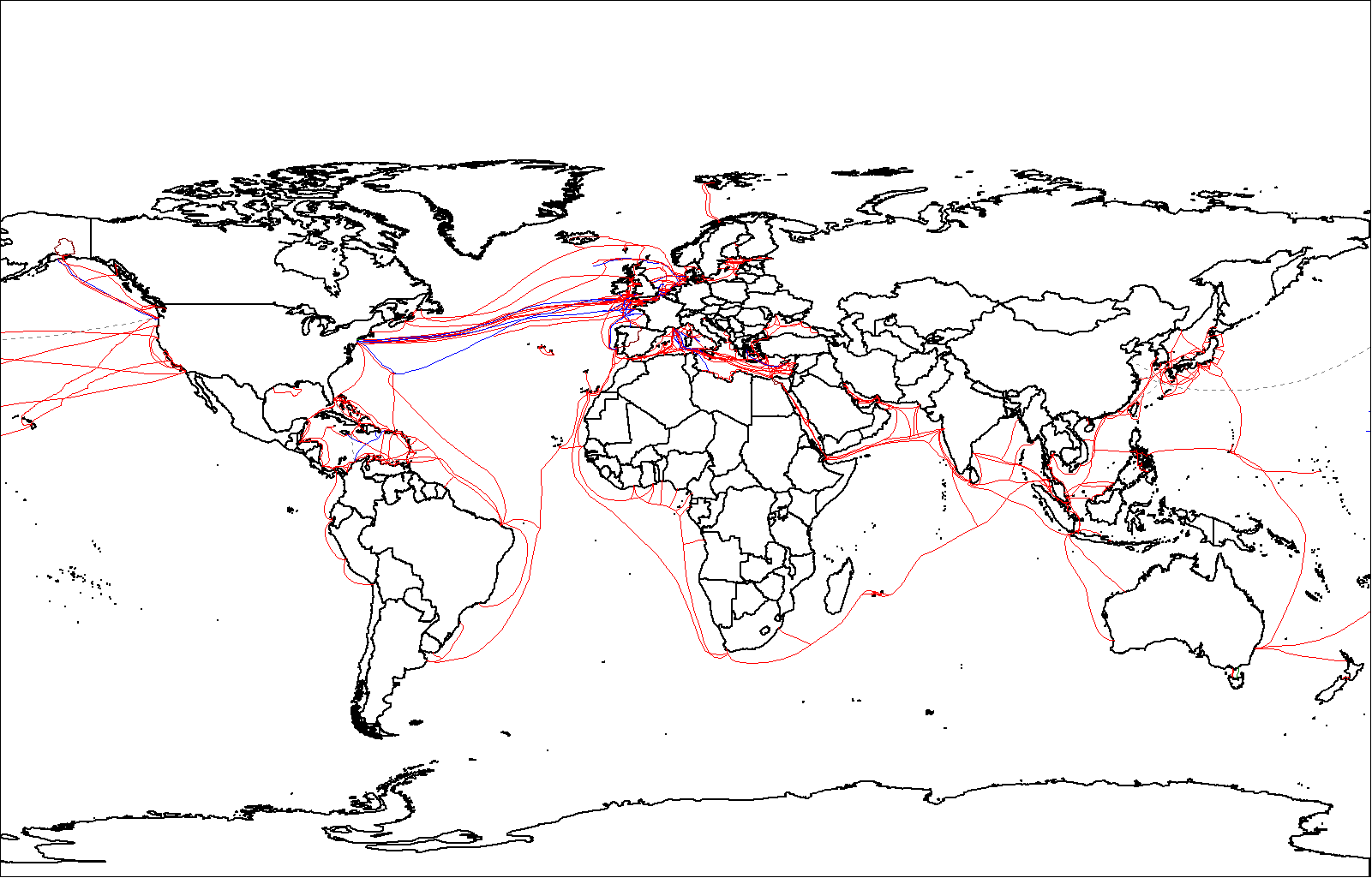
La red global de cables submarinos en 2007.

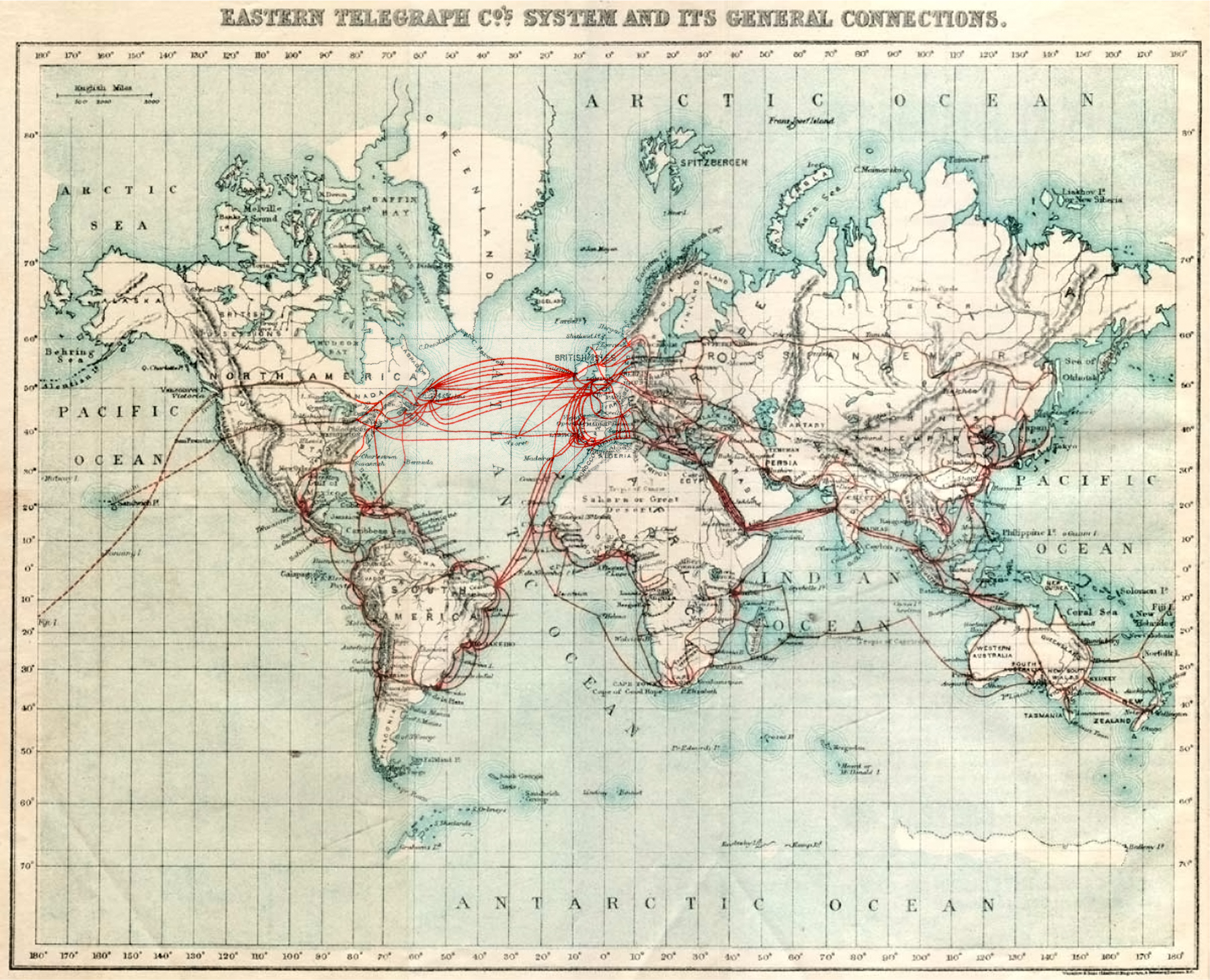
Mapa de la infraestructura global de la Eastern Telegraph Company en 1901. La primera RGT de la historia se logró con la telegrafía eléctrica en 1899. Tardaría medio siglo para que la próxima fase tecnológica, la red telefónica conmutada, alcance la escala global en los años 1950.

El uso del término se aplica por norma general a redes de sistemas de comunicación bidireccionales basadas en tecnología, interconectadas y en su mayor parte sincronizadas, que conectan a sistemas y personas a nivel global: desde telefonía a redes informáticas. Los métodos de comunicación electrónicos globales «tradicionales», como la radio y la televisión, no se incluyen bajo este término, siendo métodos de comunicación unidireccional.
Las RGT principales en la actualidad son internet (cuyo significado original es ‘red interconectada’), las redes celulares y redes de telefonía fija, seguidas por las redes satelitales. Si bien, debido a la interconectividad tecnológica, son cada vez menos distintivas y más usadas para conseguir las mismas funciones, compartiendo los mismos recursos (de hecho, ya casi no existen sistemas del todo independientes). Este es el caso de la integración de internet en la telefonía móvil, la telefonía por internet (VoIP), la mensajería instantánea, la televisión por internet, el correo electrónico, etc.
El término genérico de red global de telecomunicaciones no debe confundirse con la World Wide Web (literalmente, ‘red informática mundial’), que es el sistema de transmisión de datos por internet a través del protocolo de transferencia de hipertexto. Internet en sí, cuya definición más genérica es «una red global de ordenadores conectados a través de protocolos de internet», recibe muchas veces el apelativo «la red global» (en inglés, the global network o the global web).
Muchas redes de telecomunicaciones globales se centran en un ámbito o función, para lo que dependen casi siempre de las RGT principales (en términos de infraestructura y alcance). Un par de ejemplos son la red internacional de comunicaciones financieras de SWIFT, que conecta entre miles de entidades financieras alrededor del mundo, y la red global de criptomonedas. Una RGT puede aludir a ciertas infraestructuras globales, como la red global de cables submarinos, ciertas tecnologías, como las redes globales de fibra óptica, o a ambos a la vez. Dada la actual interconectividad intrínseca entre redes de comunicaciones locales y regionales, la instalación de una nueva red de estas características la convierte en la práctica (casi siempre) en parte de una red de comunicaciones global. Por tanto, desde la arquitectura de la conectividad se diseña para asumir sus funcionales a nivel global ya desde su concepción.
Debido a que la palabra «global» sirve también para la acepción de ‘integral’, existen sistemas de redes que reciben este nombre al margen de su acepción más genérica (a veces siendo nombres propios de infraestructuras tecnológicas o proyectos). Un ejemplo es la Red Global de Telecomunicaciones del Ministerio de Defensa de España, como parte de su modelo de Arquitectura Global de Sistemas y Tecnologías de Información. El uso de la palabra «global» aquí tiene un significado más bien integral (en este caso, a nivel nacional), y no el de alcance mundial o internacional.
La proliferación de las RGT en todos los aspectos de la vida, desde redes de entretenimiento a sistemas médicos interconectados, en su gran mayoría con base en las principales infraestructuras tecnológicas globales, se considera el principal cambio del mundo moderno a nivel económico y social, y se engloba bajo el término de Cuarta Revolución Industrial (Industria 4.0). Su impacto sobre la gobernanza (a todos los niveles) ha facilitado la creación de una «política de redes transnacional». En un sentido más amplio, forma parte de la globalización, cuyo resultado se suele reflejar el términos como aldea global, entre otros.